# Promozione Sardegna 1984-1985
Nella stagione 1984-1985 la Promozione era il sesto livello del calcio italiano (il massimo livello regionale). 
Il campionato è strutturato in vari gironi all'italiana su base regionale, gestiti dai Comitati Regionali di competenza. Promozioni alla categoria superiore e retrocessioni in quella inferiore non erano sempre omogenee; erano quantificate all'inizio del campionato dal Comitato Regionale secondo le direttive stabilite dalla Lega Nazionale Dilettanti, ma flessibili, in relazione al numero delle società retrocesse dal Campionato Interregionale e perciò, a seconda delle varie situazioni regionali, la fine del campionato poteva avere degli spareggi sia di promozione che di retrocessione.
Questo è il campionato regionale della regione Sardegna organizzato dal Comitato Regionale Sardo.

## Girone A

### Squadre partecipanti
| Squadra                |                       |
| ---------------------- | --------------------- |
| U.S. Andromeda Siurgus | Siurgus Donigala (CA) |
| Pol. Assemini          | Assemini (CA)         |
| S.S. Carloforte        | Carloforte (SU)       |
| S.S.R. Decimoputzu     | Decimoputzu (SU)      |
| U.S. Dolianova         | Dolianova (SU)        |
| G.S. Gonnesa           | Gonnesa (CA)          |
| Pol. Isili             | Isili (SU)            |
| Pol. Libertas Barumini | Barumini (SU)         |
| U.S. Mandas            | Mandas (SU)           |
| G.S. Orione            | Selargius (CA)        |
| G.S. Pirri             | Pirri (CA)            |
| Pol. Pula INA          | Pula (CA)             |
| U.S. San Sperate       | San Sperate (SU)      |
| Pol. Senorbì           | Senorbì (SU)          |
| G.S. Sestu             | Sestu (CA)            |
| U.S. Tortolì           | Tortolì (NU)          |

### Classifica finale
|  | Pos. | Squadra                          | Pt | G  | V  | N  | P  | GF | GS | DR  |
|  | ---- | -------------------------------- | -- | -- | -- | -- | -- | -- | -- | --- |
|  | 1.   | G.S. Pirri, Pirri                | 40 | 30 | 13 | 14 | 3  | 33 | 15 | +18 |
|  | 2.   | Pol. Assemini, Assemini          | 38 | 30 | 14 | 10 | 6  | 43 | 28 | +15 |
|  | 3.   | G.S. Gonnesa, Gonnesa            | 37 | 30 | 12 | 13 | 5  | 37 | 25 | +12 |
|  | 4.   | G.S. Orione, Selargius           | 37 | 30 | 14 | 9  | 7  | 32 | 25 | +7  |
|  | 5.   | G.S. Sestu, Sestu                | 36 | 30 | 15 | 6  | 9  | 46 | 31 | +15 |
|  | 6.   | S.S. Carloforte, Carloforte      | 33 | 30 | 10 | 13 | 7  | 34 | 32 | +2  |
|  | 7.   | Pol. Pula I.N.A., Pula           | 31 | 30 | 10 | 11 | 9  | 28 | 21 | +7  |
|  | 8.   | Pol. Libertas Barumini, Barumini | 31 | 30 | 10 | 11 | 9  | 28 | 23 | +5  |
|  | 9.   | U.S. Mandas, Mandas              | 29 | 30 | 6  | 17 | 7  | 31 | 36 | -5  |
|  | 10.  | U.S. San Sperate, San Sperate    | 27 | 30 | 7  | 13 | 10 | 34 | 33 | +1  |
|  | 11.  | U.S. Tortolì, Tortolì            | 27 | 30 | 7  | 13 | 10 | 26 | 34 | -8  |
|  | 12.  | Pol. Senorbì, Senorbì            | 26 | 30 | 4  | 18 | 8  | 28 | 31 | -3  |
|  | 13.  | U.S. Andromeda, Siurgus Donigala | 25 | 30 | 6  | 13 | 11 | 25 | 32 | -7  |
|  | 14.  | S.S.R. Decimoputzu, Decimoputzu  | 24 | 30 | 4  | 16 | 10 | 18 | 27 | -9  |
|  | 15.  | U.S. Dolianova, Dolianova        | 24 | 30 | 9  | 6  | 15 | 28 | 41 | -13 |
|  | 16.  | Pol. Isili, Isili                | 15 | 30 | 5  | 5  | 20 | 28 | 65 | -37 |

## Girone B

### Squadre partecipanti
| Squadra            |                              |
| ------------------ | ---------------------------- |
| S.S, Berchidda     | Berchidda (SS)               |
| F.B.C. Calangianus | Calangianus (SS)             |
| Pol. Calmedia      | Bosa (OR)                    |
| U.S. Castelsardo   | Castelsardo (SS)             |
| Pol. Frassati      | Ozieri (SS)                  |
| S.P. Ittiri        | Ittiri (SS)                  |
| S.S. Lauras        | Luras (SS)                   |
| A.S. Macomer       | Macomer (NU)                 |
| Pol. Maddalena     | La Maddalena (SS)            |
| Pol. Malaspina     | Osilo (SS)                   |
| U.S. Monreale      | San Gavino Monreale (CA)     |
| S.S. Oristanese    | Oristano (OR)                |
| U.S. San Giorgio   | Perfugas (SS)                |
| U.S. Santa Teresa  | Santa Teresa di Gallura (OT) |
| G.S. Tavolara      | Olbia (OT)                   |
| Pol. Thiesi        | Thiesi (SS)                  |

### Classifica finale
|  | Pos. | Squadra                                | Pt | G  | V  | N  | P  | GF | GS | DR  |
|  | ---- | -------------------------------------- | -- | -- | -- | -- | -- | -- | -- | --- |
|  | 1.   | A.S. Macomer, Macomer                  | 49 | 30 | 20 | 9  | 1  | 58 | 22 | +36 |
|  | 2.   | U.S. Monreale                          | 43 | 30 | 16 | 11 | 3  | 50 | 21 | +29 |
|  | 3.   | S.S. Lauras, Luras                     | 40 | 30 | 17 | 6  | 7  | 42 | 18 | +24 |
|  | 4.   | F.B.C. Calangianus, Calangianus        | 33 | 30 | 11 | 11 | 8  | 44 | 35 | +9  |
|  | 5.   | S.P. Ittiri, Ittiri                    | 33 | 30 | 13 | 7  | 10 | 40 | 29 | +11 |
|  | 6.   | S.S. Berchidda, Berchidda              | 31 | 30 | 11 | 9  | 10 | 47 | 42 | +5  |
|  | 7.   | Pol. Malaspina, Osilo                  | 30 | 30 | 9  | 12 | 9  | 30 | 33 | -3  |
|  | 8.   | Pol. Frassati, Ozieri                  | 30 | 30 | 11 | 8  | 11 | 35 | 35 | 0   |
|  | 9.   | U.S. Santa Teresa, S.Teresa di Gallura | 29 | 30 | 12 | 5  | 13 | 31 | 34 | -3  |
|  | 10.  | U.S. Castelsardo, Castelsardo          | 28 | 30 | 9  | 10 | 11 | 42 | 44 | -2  |
|  | 11.  | Pol. Thiesi, Thiesi                    | 28 | 30 | 9  | 10 | 11 | 31 | 33 | -2  |
|  | 12.  | Pol. Calmedia, Bosa                    | 26 | 30 | 9  | 8  | 13 | 31 | 36 | -5  |
|  | 13.  | G.S. Tavolara, Olbia                   | 25 | 30 | 7  | 11 | 12 | 27 | 34 | -7  |
|  | 14.  | U.S. Oristanese, Oristano              | 24 | 30 | 6  | 12 | 12 | 24 | 41 | -17 |
|  | 15.  | Pol. Maddalena, La Maddalena           | 22 | 30 | 7  | 8  | 15 | 27 | 43 | -16 |
|  | 16.  | U.S. San Giorgio, Perfugas             | 9  | 30 | 2  | 5  | 23 | 16 | 75 | -59 |